# Villeneuve-de-Berg
Villeneuve-de-Berg ist eine französische Gemeinde mit 3.031 Einwohnern (Stand 1. Januar 2022) im Süden des Départements Ardèche.

## Geographie
Villeneuve-de-Berg liegt auf einem Höhenrücken, in der Nähe entspringt der Fluss Ibie, der später in die Ardèche mündet.
An der nördlichen Gemeindegrenze fließt die Claduègne.

## Geschichte
Im Mittelalter wurde die Stelle des heutigen Villeneuve-de-Berg von einem Herrn von Vogüé an die Zisterzienserabtei Mazan abgetreten. Die Gründung von Villeneuve-de-Berg als königliche Bastide erfolgte 1284 durch einen Vertrag (Paréage) zwischen dem französischen Monarchen Philipp III. dem Kühnen und Foulques, dem Abt der Abtei Mazan. Die Bürger der neuen Stadt erhielten große Privilegien, etwa Steuerbegünstigungen, und waren unabhängig von den Feudalherrschern des Vivarais und Languedoc. Villeneuve-de-Berg wurde nun zuerst der Standort des Gerichts eines königlichen Bailli, später jenes eines Seneschalls sowie Standort eines Forstamtes. Während der Hugenottenkriege wurde die Stadt 1573 von den Protestanten überrumpelt, in deren Hand sie bis 1621 blieb, als sich der Marschall Montmorency ihrer bemächtigte. Weinbau und Seidenindustrie waren die wichtigsten Wirtschaftszweige.

### Bevölkerungsentwicklung
| Jahr                       | 1962 | 1968 | 1975 | 1982 | 1990 | 1999 | 2006 | 2018 |
| Einwohner                  | 1283 | 1501 | 1624 | 1992 | 2290 | 2429 | 2765 | 2973 |
| Quellen: Cassini und INSEE |      |      |      |      |      |      |      |      |

## Persönlichkeiten
- Olivier de Serres (1539–1619), Agronom, dem 1858 am Hauptplatz von Villeneuve-de-Berg eine von Pierre Hébert geschaffene Statue errichtet wurde
- Jean de Serres (1540–1598), calvinistischer Pfarrer und Historiograph, Bruder des Vorigen
- Antoine Court (1696–1760), hugenottischer Pfarrer und Historiker, Begründer der ‚Église du Désert‘ (‚Kirche der Wüste‘)
- Augustin Barruel (1741–1820), Jesuit und Publizist